# Gert-Jan Theunisse
Gert-Jan Theunisse (Oss, 14 gennaio 1963) è un ex ciclista su strada olandese. Professionista dal 1984 al 1995, conta una vittoria di tappa al Tour de France, corsa in cui si aggiudicò anche la Classifica scalatori.

## Carriera
Insieme al connazionale Steven Rooks, compagno di squadra alla Panasonic ed alla PDM, tra la fine degli anni 1980 e l'inizio degli anni 1990 è stato tra i protagonisti al Tour de France, rivaleggiando spesso con atleti come Pedro Delgado, Greg LeMond e Miguel Indurain.
Nel 1988 concluse al quarto posto la corsa francese, salvo poi essere penalizzato di dieci minuti (e retrocesso all'undicesimo posto) dopo che in un controllo antidoping gli era stato rilevato un tasso anormale di testosterone; l'anno dopo fu ancora quarto, senza penalità, alla Grande Boucle, conquistando tra l'altro la maglia a pois di miglior scalatore con la vittoria di tappa sul traguardo dell'Alpe d'Huez.
Nel 1999, intervistato dal quotidiano olandese Eindhovens Dagblad, ammise di aver fatto uso di Celestone, un corticosteroide, sostanza proibita dai regolamenti.

## Palmarès

### Strada
- 1988 (PDM - Ultima - Concorde, una vittoria)

Classica di San Sebastián
- 1989 (PDM, quattro vittorie)

5ª tappa Tour de Trump (Front Royal > Charlottesville)
6ª tappa Vuelta a Asturias (Pola de Siero > Alto del Naranco)
Classifica generale Vuelta a Asturias
17ª tappa Tour de France (Briançon > Alpe d'Huez)
- 1991 (TVM - Sanyo, tre vittorie)

1ª tappa Tour de Luxembourg (Lussemburgo > Dippach)
Classifica generale Tour de Luxembourg
Classifica generale Vuelta a los Valles Mineros
- 1992 (TVM - Sanyo, una vittoria)

3ª tappa, 1ª semitappa, Tour de Luxembourg (Bettembourg > Foetz)

#### Altri successi
- 1982 (Amstel Bier)

Campionato olandese, Campionati militari
Campionato olandese, Prova per club
- 1985 (Panasonic - Raleigh)

Campionato olandese, Prova per club
- 1986 (Panasonic)

Trofee Jan van Erp
- 1987 (PDM - GIN MG - Ultima - Concorde)

Criterium di Sint-Oedenrode
Campionato olandese, Prova per club
- 1988 (PDM - Ultima - Concorde)

Haaften, Derny
Daags na de Tour vanaf
Regenboogkoers
- 1989 (PDM)

Groeistad Klassieker
Criterium di Valkenswaard
Classifica a punti Vuelta a Asturias
Classifica scalatori Tour de France
2ª tappa, 2ª semitappa Vuelta a Catalunya (Comarruga > El Vendrell, cronosquadre)
- 1991 (TVM - Sanyo)

Acht van Chaam
Gouden Pijl
- 1994 (TVM - Bison Kit)

Criterium di Apeldoorn

### Ciclocross
- 1998-1999

Hesperange
Egmond-Pier-Egmond

## Piazzamenti

### Grandi Giri
- Giro d'Italia

1988: non partito (6ª tappa)
1990: 15º
- Tour de France

1987: 48º
1988: 11º
1989: 4º
1991: 13º
1992: 13º
1994: ritirato (12ª tappa)
- Vuelta a España

1986: 79º
1987: ritirato (10ª tappa)
1992: 11º
1994: ritirato (11ª tappa)

### Classiche monumento
- Milano-Sanremo

1985: 113º
1988: 21º
1989: 11º
1993: 42º
1994: 84º
- Giro delle Fiandre

1988: 9º
1992: 28º
- Liegi-Bastogne-Liegi

1986: 32º
1987: 19º
1988: 16º
1989: 15º
1990: 8º
1992: 7º
1993: 13º
1994: 46º
- Giro di Lombardia

1986: 28º
1987: 20º
1992: 17º

### Competizioni mondiali
- Campionati del mondo su strada

Ronse 1988 - In linea: 19º
Chambéry 1989 - In linea: ritirato
Stoccarda 1991 - In linea: 18º
Benidorm 1992 - In linea: ritirato
Oslo 1993 - In linea: 21º

### Competizioni europee
- Campionati europei di mountain bike

Austria 2003 - Marathon: 8°
Polonia 2004 - Marathon: 9°